# 加特利夫 (肯塔基州)
加特利夫（英語：Gatliff）是位於美國肯塔基州惠特利縣的一個非建制地區。

## 地理
加特利夫所處的海拔為高於海平面305米（即1001英呎），而該地所採用的時區為UTC-5，即北美东部時區（EST）。同時該地設有夏令時間，為UTC-5調快一小時，即UTC-4（EDT）。